# ニッカトー
株式会社ニッカトーは、大阪府堺市堺区に本社を置く工業用セラミックス・電気炉の製造販売を行う企業。

## 歴史
創業者の西村直は、1888年（明治21年）11月10日、日本皮革や品川白煉瓦を興した実業家の西村勝三の五男として東京都に生まれた。東京高等工業学校応用化学科に進学すると、染料化学に強い関心を持つ。1909年に卒業するころには品川白煉瓦は業績不振の時期にあり、日本皮革も合併後の主導権争いのさなかにあった。直は、父の事業を世襲として継ぐより自らが関心を持つ染料化学を生かした事業を望み、東京瓦斯に入社した。ところが、当時はこの分野の実験設備は十分ではなく、研究心を満足させるものではなかった。直はドイツへの留学を決意する。
その頃、西村家の縁で品川白煉瓦大阪工場に勤めていた梅田音五郎、同じく日本皮革大阪支店で勤務していた野口弥太雄は国産化学磁器の研究に打ち込んでいた。西村家の関連事業の一環として化学磁器の事業が承認され、1913年（大正2年）6月に大阪市南区芦原町に匿名組合西村化学陶業試験場を設立。当初の製造品目は蒸発皿、蒸発鍋、坩堝、燃焼管、ボート、ビーカー、灰皿、粘土坩堝、スコリファイアー、マッフルの、理化学器具を中心とした10種であった。1916年には東京砲兵工廠精器誠造所長長岡本春三大佐の委託を受け国産航空機用点火プラグの外資の研究を行った。製造を受託するには多額の設備投資を要するため研究のみにとどまったが、その後の技術向上に貢献することとなる。化学磁器事業と並行して直は渡欧準備を進め、ドレスデン高等工業学校に進学し、染料の研究に打ち込んだ。しかし翌年第一次世界大戦が勃発し、急遽帰国の途に就いた。母校の加藤与五郎教授の勧めにより鉄合金の事業を始め、埼玉県川越に工場を開設。大量の電力を求めて同年中に福島県の猪苗代湖畔に新工場を建設したが、1921年に事業を終了している。
1921年5月、自ら手を広げた事業を整理し、西村工業株式会社を設立。取締役社長は西村直。取締役には西村本家総支配人の遠藤栄太郎と、直の命を受け欧州で化学磁器を学んだ西村化学陶業試験場専任マネージャーの新村信太郎が就き、野口は監査役に就任した。設立当時、梅田は役員に就かなかったが、品川白煉瓦の取締役であった梅田の多忙を、直が配慮したためと考えられる。その後梅田は1922年6月に取締役に就任した。本社は東京市麹町区内幸町に置き、西村化学陶業試験場の化学磁器製造販売事業に加え、東京府荏原郡蒲田村に工場を開設し、鉄道省矢口発電所から生じるコールタールを精製して木材防腐油の製造を行った。製油部門は業績不振のため1923年6月28日に事業分離し、化学磁器専業メーカーとなる。分離後の西村製油所は、関東大震災により蒲田の工場が焼失し、事業を終了している。西村工業の本社機能は、1923年11月24日から1925年8月5日に従前の所在地に戻るまで、大阪に移していた。
1933年、会社設立以来初の黒字決算を達成。鉄鋼業界をはじめ需要が急拡大し、1934年に大阪工場を増強した。昭和初期は、SCPブランドの松風工業の市場占有率が大きく、追いつき追い越すことを目標としていた。化学磁器は同社の中では低生産性部門に属し、あえて拡充を図らなかったことから西村工業の業績は拡大した。人口密集地にある大阪工場は手狭になり、郊外に新工場の建設が検討された。伊丹市、八尾市と堺市の候補地の中から、既存の大阪工場から20km圏内であること、排煙が生じるため人家から離れていること、窯に水分が入ると爆発を起こす可能性があるため低地を避けること、化学磁器製造の性質上水に鉄分が含まれてはならないとする条件から、堺市遠里小野町に決定した。1938年、堺工場完成。その翌年には、隣接地に工場増設用地を取得した。
1940年6月1日、資本金15万円で西村工業販売株式会社設立。これには、販売面強化のほか、当時の国家総動員法に基づく資金統制令では新規企業資本金の上限は19万9千円と定められており、すでに15万円の資本金の西村工業は、この統制令に抵触することなく資金調達する必要があり、別会社として設立した資金を堺工場の増強に充てる意図があった。日本最大の計測機器メーカーであった北辰電機製作所では、パイロメーター用保護管の需要が増大し、国産アルミナ磁器の導入が望まれていた。西村工業は商工省東京工業試験場が保有する特許の使用許可を受け、1941年にアルミナ磁器の工業化に成功した。戦火が悪化する中、海軍の指定工場となった堺工場は、1944年4月に堺市立錦西国民学校高等科の生徒20人を学徒動員として迎え入れた。原料の塊を粉砕して練り直し、様々な形を作って焼き上げる工程は生徒たちの興味を引き、20人中10人が戦後も同社に残り、社員となった。1945年3月13日、大阪大空襲で大阪工場全焼。女子工員1名が死亡した。大阪工場の工員の多くはそのまま退職し、市街地の借地にあった敷地は戦後再建されることなく地権者に返還された。1945年7月10日には堺工場も全焼した。大阪工場被災時の教訓から、窯の中に製品や社員の私物を収納し、焼失を免れた。蒸発皿などの製品は、ズルチンやサッカリンなどを製造する人工甘味料業者に飛ぶように売れた。1940年に設立された西村工業販売は1946年に解体が決定し、大阪地区は西村工業が吸収。東京地区は新会社として設立した西村工業販売株式会社のもとで独立した。
堺工場の再開にあたり、生産品目を食器にするか化学磁器専業を貫くかの議論が社内で起こったが、「化学磁器を作れるのは我々だけだ」の自負から、化学磁器専業を続けることとし、1946年3月より生産を再開した。1948年に入り、現場の首脳陣側から増資の提案が出される。西村直側は、さらに積極的な株式公開と、社名変更をして個人事業のイメージを払拭する案を持っていた。1948年4月27日、日本化学陶業株式会社に社名変更（以下、日化陶と略記）。山一証券を介した株式公開の動きもあったがこの時は実現せず、社員持ち株制度や販売代理店を通じた縁故募集が行われた。西村工業から日本化学陶業への社名変更を受け、西村工業販売の事業は1953年に発足した西村工業に引き継がれている。1948年頃は人工甘味料や食用油業者向けが主であったが、1949年には代理店を通じて富士製鐵・八幡製鐵向けの鉄鋼分析製品を納入。インドやメキシコからの受注もあった。1954年には国際電気向けフリケンタイト（高周波燃焼用坩堝）、富士通信機工業向けに抵抗芯の納入を開始し、電子・電機業界との取引が本格化した。1954年11月15日、本社を東京から堺市遠里小野町の工場所在地に移転した。昭和30年代の需要拡大で生産設備の増強を図ったが、堺工場の敷地は限界に達していた。堺市東山に敷地を取得。1961年に新工場を着工、翌年6月に第1期工事が完成し生産を開始した。ワンフロア方式で自動化システムが導入され、大量生産が可能な近代的な工場となった。現在の堺市中区に位置する東山工場周辺は伝統的陶器である行基焼の古くからの産地で、日化陶の企業イメージは地域に浸透し、女性に適した作業も多いことから労働力も得られた。1963年2月に日本証券業協会が店頭登録制度を実施。同年6月には日化陶も株式を店頭登録した。
1980年代にはファインセラミックスブームが起き、日化陶でもセラミックス包丁やゴルフクラブのドライバーヘッドなども手掛けたが、バブル崩壊後の1990年代には選択と集中のもと事業を終了している。1991年4月1日、日本化学陶業は1953年設立の西村工業と対等合併し、株式会社ニッカトーとなる。2007年3月19日には東京証券取引所第二部に上場。翌年3月には同一部に指定替えした。2022年4月4日からの東京証券取引所市場再編ではプライム市場を選択したが、流通株式時価総額および1日平均売買代金が基準に適合しないため、2023年10月20日にスタンダード市場に変更した。

## 事業
セラミックスとエンジニアリングの二つの事業セグメントからなる。セラミックス部門では堺工場と東山工場で、磁気ヘッド用フェライト育成炉などに用いられるケラマックス発熱体、ボールミル用粉砕ボール、電子部品製造工程などで使われる耐熱セラミックス製品、るつぼなど理化学用陶磁器製品を製造する。エンジニアリング部門では製造設備を持たず、電気炉や温度センサ、計測機器類を仕入・販売する。

## 沿革
- 1913年 リーガルコーポレーションの前身の日本製靴株式会社の設立等、様々な事業を起こした実業家である西村勝三の息子、西村直が2人の技術者とともに西村化学陶業試験場を設立[33]。
- 1921年 西村化学陶業試験場を発展的に解消し、西村工業を設立[33]。
- 1945年 堺工場を再建[33]。
- 1948年 日本化学陶業株式会社に商号変更[33]。
- 1963年 株式を店頭公開。（2007年4月24日上場廃止）
- 1991年 西村工業（1953年設立）と合併し株式会社ニッカトーに商号変更。
- 2007年 東京証券取引所2部に上場。
- 2008年3月19日 東京証券取引所1部へ指定替え。
- 2023年10月20日 東京証券取引所スタンダード市場へ市場変更。